# Rechtsschutzbedürfnis
Das Rechtsschutzbedürfnis ist das berechtigte Interesse natürlicher oder juristischer Personen, mittels eines gerichtlichen Verfahrens Rechtsschutz zu erlangen. Das Rechtsschutzbedürfnis ist im Prozessrecht Zulässigkeitsvoraussetzung einer Klage; bei fehlendem Rechtsschutzbedürfnis wird also die Klage als unzulässig abgewiesen.

## Voraussetzungen
Das Rechtsschutzbedürfnis ist gegeben, wenn der Kläger mit dem von ihm angestrebten gerichtlichen Verfahren ein rechtsschutzwürdiges Interesse verfolgt und er den angestrebten Erfolg nicht auf einfachere, schnellere oder billigere Art und Weise erreichen kann und er nicht rechtsmissbräuchlich handelt.
Beispiel 1:
Erhebt z. B. jemand grundlos Klage gegen seinen Nachbarn, nur um ihn zu nerven, so ist ein Rechtsschutzbedürfnis nicht gegeben. Auch wenn eine Klage ungeeignet ist, den gewünschten Erfolg zu erzielen, liegt kein Rechtsschutzbedürfnis vor.
Beispiel 2:
Hat A gegen den B ein Urteil erwirkt und wird B von C beerbt, kann A gegen C nicht einfach aus dem Urteil gegen B vollstrecken. Andererseits fehlt für eine Klage des A gegen C wegen desselben Sachverhalts das Rechtsschutzbedürfnis, denn A kann mit viel weniger Aufwand eine titelumschreibende Vollstreckungsklausel gegen C erwirken (§ 727 – 729 ZPO) und damit das Gleiche erreichen wie mit einer erfolgreichen Klage gegen C.
Beispiel 3:
Die US-amerikanische strategic lawsuit against public participation (SLAPP) ist eine rechtsmissbräuchliche Form der Klage, die den Zweck hat, Kritiker einzuschüchtern und ihre öffentlich vorgebrachte Kritik zu unterbinden.

## Besonderheiten in bestimmten Verfahrensarten
Ein über das beschriebene allgemeine Rechtsschutzbedürfnis hinausgehendes besonderes Rechtsschutzbedürfnis (Feststellungsinteresse) ist Voraussetzung für die Zulässigkeit der Feststellungsklage.
In der Rechtsprechung wird das Rechtsschutzbedürfnis nicht immer einheitlich behandelt. Z. B. wird das Rechtsschutzbedürfnis für eine Vollstreckungsgegenklage oder Abänderungsklage im Unterhaltsrecht relativ streng gehandhabt. Vorbeugender Rechtsschutz setzt ein besonderes, qualifiziertes Rechtsschutzbedürfnis voraus.